# Joy as an Act of Resistance
Joy as an Act of Resistance è il secondo album in studio del gruppo musicale britannico Idles, pubblicato nel 2018.

## Tracce
Testi e musiche di Adam Devonshire, Jonathan Beavis, Joseph Talbot, Lee Kiernan e Mark Bowen eccetto dove indicato.
1. Colossus – 5:39
2. Never Fight a Man with a Perm – 3:48
3. I'm Scum – 3:09
4. Danny Nedelko – 3:24
5. Love Song – 3:05
6. June – 3:35
7. Samaritans – 3:30
8. Television – 3:12
9. Great – 2:44
10. Gram Rock – 2:29
11. Cry to Me (Solomon Burke cover) – 2:14 (Bert Russell)
12. Rottweiler – 5:25

## Critica
L'album è stato accolto positivamente dalla critica, tanto da essere stato inserito in numerose classifiche relative ai migliori album dell'anno 2018 da diverse testate musicali:
| Pubblicazione        | Accoglienza                  | Posizione | Note   |
| -------------------- | ---------------------------- | --------- | ------ |
| BBC Radio 6 Music    | Top 10 Albums of 2018        | 1         | [ 2 ]  |
| Clash                | Albums Of The Year 2018      | 10        | [ 3 ]  |
| Classic Rock         | 50 Best Albums Of 2018       | 10        | [ 4 ]  |
| Crack Magazine       | The Top 50 Albums of 2018    | 5         | [ 5 ]  |
| The Daily Beast      | Top 10 Albums of 2018        | 7         | [ 6 ]  |
| Drowned in Sound     | 15 Favourite Albums of 2018  | 2         | [ 7 ]  |
| Gigwise              | 51 Best Albums of 2018       | 9         | [ 8 ]  |
| The Guardian         | The 50 Best Albums of 2018   | 6         | [ 9 ]  |
| Kerrang!             | Top 50 Albums of 2018        | 9         | [ 10 ] |
| The Line of Best Fit | The Best Albums of 2018      | 3         | [ 11 ] |
| Mojo                 | Top 75 Albums of 2018        | 6         | [ 12 ] |
| musicOMH             | Top 50 Albums Of 2018        | 7         | [ 13 ] |
| NME                  | Albums Of The Year 2018      | 3         | [ 14 ] |
| Paste                | Top 50 Albums of 2018        | 25        | [ 15 ] |
| PopMatters           | The 70 Best Albums of 2018   | 3         | [ 16 ] |
| Q                    | Top 50 Albums of 2018        | 7         | [ 17 ] |
| Rolling Stone        | 20 Best Metal Albums of 2018 | 15        | [ 18 ] |
| Rough Trade          | Top 100 Albums of 2018       | 3         | [ 19 ] |
| The Skinny           | Top 10 Albums of 2018        | 4         | [ 20 ] |
| Sputnikmusic         | Top 50 Albums of 2018        | 28        | [ 21 ] |
| Uncut                | Top 75 Albums of 2018        | 27        | [ 22 ] |
| Under the Radar      | Top 100 Albums of 2018       | 20        | [ 23 ] |

## Formazione
- Joe Talbot - voce
- Mark Bowen - chitarra
- Lee Kiernan - chitarra
- Adam Devonshire - basso
- Jon Beavis - batteria